# Graça Samo
Graça Samo (Moçambique, 1968), é uma activista moçambicana pelos direitos das mulheres que em 2013 tornou-se coordenadora do secretariado internacional da Marcha Mundial da Mulher (MMM), um movimento global de solidariedade pela erradicação da pobreza e da violência contra as mulheres.

## Percurso
Samo nasceu em Moçambique em 1968 e vive em Maputo. Estudou Administração de Empresas em Moçambique e foi para o Brasil estudar Desenvolvimento e Género. Fez uma pós-graduação em Administração de Empresas e obteve um Mestrado em Educação para a Sustentabilidade.
Obteve um segundo diploma em desenvolvimento regional e estudos de género.
Samo trabalhou em vários países, dentre os quais Angola, Brasil e Moçambique.
Entre 2004 e 2009, foi professora do Departamento de Gestão, Ciência e Tecnologia do Politécnico de Moçambique.

## Activismo
Samo iniciou o seu percurso como activista na década de 80 do século passado, na área humanitária, em Angola, Moçambique e Brasil. 
Entre 2004 e 2014, foi diretora executiva do Fórum Mulher, uma rede de organizações e associações de mulheres, instituições e doadores que trabalham para direitos das mulheres e igualdade de género em Moçambique. Foi responsável pela adopção de uma lei contra a violência doméstica pelo parlamento moçambicano. Enquanto presidente do Fórum Mulher, tomou posição sobre o novo código penal moçambicano e alterações.
Em 2009, foi seleccionada pelo Projecto de Cooperação Técnica CPLP FAO para assessorar o Comité Nacional de Moçambique na elaboração do Quadro de Demandas e Propostas do pais com vistas ao desenvolvimento de um Programa Regional de Cooperação entre os países da CPLP no domínio da luta contra a desertificação e a gestão sustentável da terra.
Em 2013 tornou-se coordenadora do secretariado internacional da Marcha Mundial da Mulher (MMM), um movimento global de solidariedade pela erradicação da pobreza e da violência contra as mulheres.
É um dos membros  do Conselho Consultivo da Sociedade Civil da ONU, do Conselho Nacional para o Progresso da Mulher e do corpo docente  da Universidade Politécnica de Moçambique no departamento de Gestão, Ciência e Tecnologia.
Enquanto coordenadora da Marcha Mundial das Mulheres, desenvolveu as seguintes actividades:
- em 2017, participou no encontro anual do Comité Coordenador Moçambique - Alemanha, KKM no qual falou sobre o casamento precoce[16]
- em 2019, participou no Seminário Internacional Resistência e construção de Movimento: confrontando o neoliberalismo desde a economia feminista e os comuns, organizado pela Marcha Mundial das Mulheres (MMM), o qual teve como tema central Enfrentamentos ao capitalismo racista e patriarcal: visões e estratégias de disputa para mudar o modelo de reprodução e consumo [17]
- em 2020, fez parte, enquanto secretária internacional, do comité de organização da Conferência Mundo das Mulheres [18]
- ainda em 2020, participou no debate sobre "Populações e desenvolvimento em debate", com o tema “População negra e a COVID-19”, organizado pelo Fundo de População das Nações Unidas (UNFPA) e pela Associação Brasileira de Estudos Populacionais (ABEP). [19][20][21][15][10]

Faz parte do movimento feminista dos países PALOP, que luta pelos direitos das mulheres fazendo-se representar como coordenadora da Marcha Mundial das Mulheres em Moçambique.
O foco do seu de trabalho são as questões de violência contra as mulheres dando ênfase às questões sócioeconómicas, nomeadamente a pobreza.

## Obra
Em 2006, foi autora de um estudo sobre crescimento económico em Moçambique para o Departamento Internacional de Desenvolvimento. 
Em 2007, foi uma das autoras do documento sobre violência contra mulheres em Moçambique para o UNIFEM (Fundo de Desenvolvimento para as Mulheres das Nações Unidas).

## Ligações Externas
- TV UFSC - Diálogo com Graça Samo
- Entrevista com Graça Samo, próxima coordenadora do Secretariado Internacional da MMM
- Entrevista a Graça Samo del Documental "Woman"